# 스무스 콜리

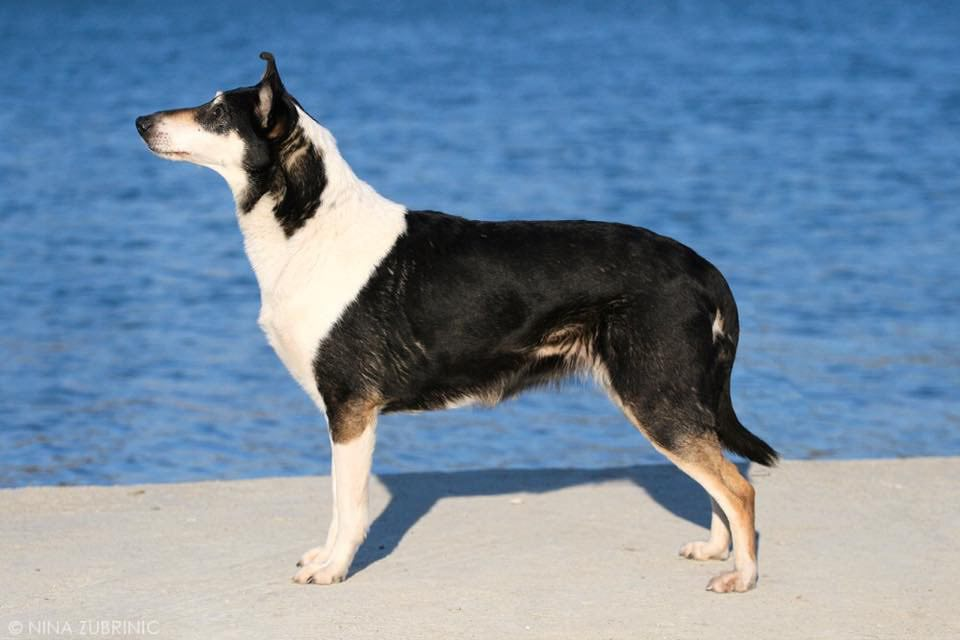
스무스 콜리

스무스 콜리(Smooth Collie)는 원래 목축을 위해 개발된 개 품종이다. 래시의 유명한 러프 콜리의 짧은 코팅 버전이다. 일부 품종 단체에서는 스무스 코트와 러프 코트 개를 같은 품종의 변형으로 간주한다.